# Tridacna squamosa
Espèce
Synonymes
- Chametrachea squamosa (Lamarck, 1819)[2]
- Tridacna (Chametrachea) squamosa Lamarck, 1819[3]
- Tridacna aegyptiaca Chenu, 1845[3]
- Tridacna lamarcki Hidalgo, 1903[3]

Statut de conservation UICN

 CD  : Dépendant de la conservation
(appellation d’avant 2001)
Statut CITES
Le Grand bénitier gaufré (Tridacna squamosa) est une espèce de bénitiers, un mollusque bivalve de la sous-famille des Tridacninae.

## Description

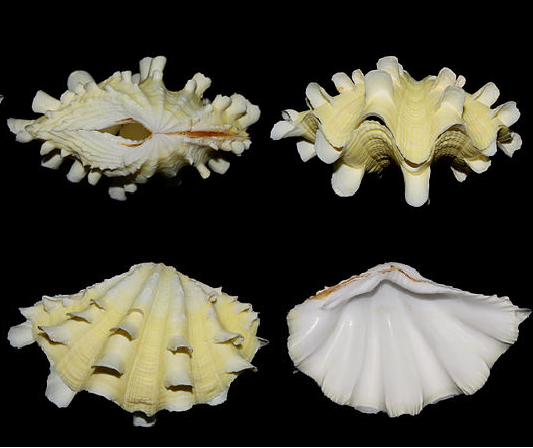
Coquille.

C'est un bivalve sessile qui peut atteindre des dimensions colossales (généralement une quarantaine de centimètres, mais parfois jusqu'à 1,50 m). Son manteau porte deux orifices, qui sont les siphons inhalant et exhalant (par où s'effectue la respiration). 
On le distingue des autres bénitiers par sa coquille blanche ou jaune très symétrique en vue latérale, ornée de 4 à 6 larges côtes présentant des écailles très détachées, auxquelles il doit son nom. Celles-ci ne s'étendent pas aux intervalles entre les côtes et sont parcourues de fines côtes radiales ; elles lui permettent de s'accrocher à des substrats moins durs que le corail, contrairement à la plupart des autres bénitiers. L'ouverture est très sinueuse, mais peut se fermer presque hermétiquement. L'ouverture byssale, bordée de fortes dents, est étroite et parfois minuscule, car le byssus est rarement utile à cette espèce qui vit souvent simplement posée sur le fond plutôt qu'attachée à un support. 
Durant la journée, il laisse dépasser son épais manteau parfois très coloré (bleu, vert, jaune…) et bariolé de taches allongées longitudinalement et de motifs plus ou moins géométriques (souvent ponctué et strié), en vue d'assurer la photosynthèse des algues symbiotiques qu'il y cultive, qui contribuent à le nourrir ; il est cependant capable de le rétracter très rapidement et de se refermer d'un coup, brisant net tout objet qui pourrait se trouver entre ses deux solides valves réunies par un muscle extrêmement puissant. Le manteau porte quelques petites papilles marginales en relief, surtout à la maturité. Le siphon inhalant est entouré par des tentacules très complexes (formant parfois des fractales), typiques de l'espèce. 
Cette espèce est capable de s'hybrider avec Tridacna maxima, donnant lieu à des morphologies intermédiaires.

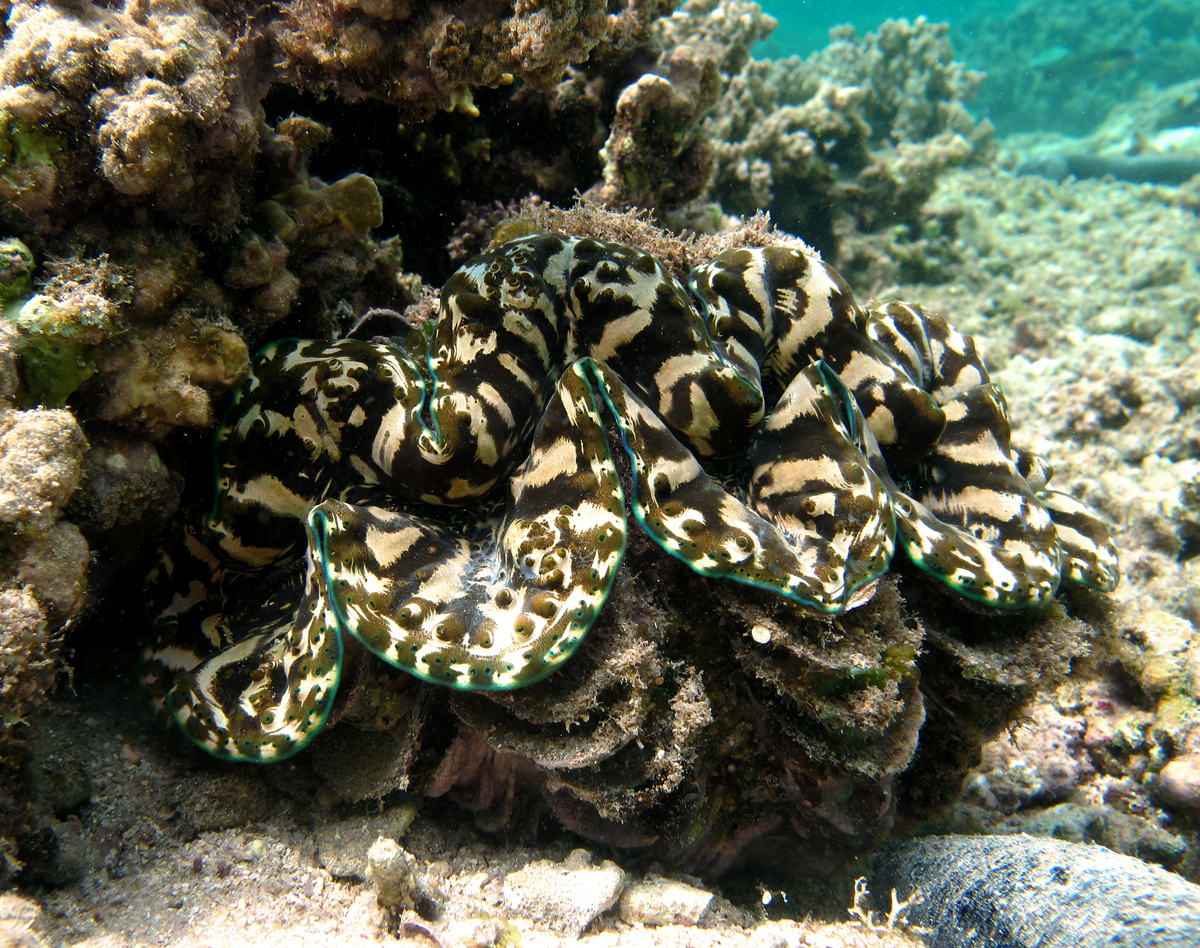
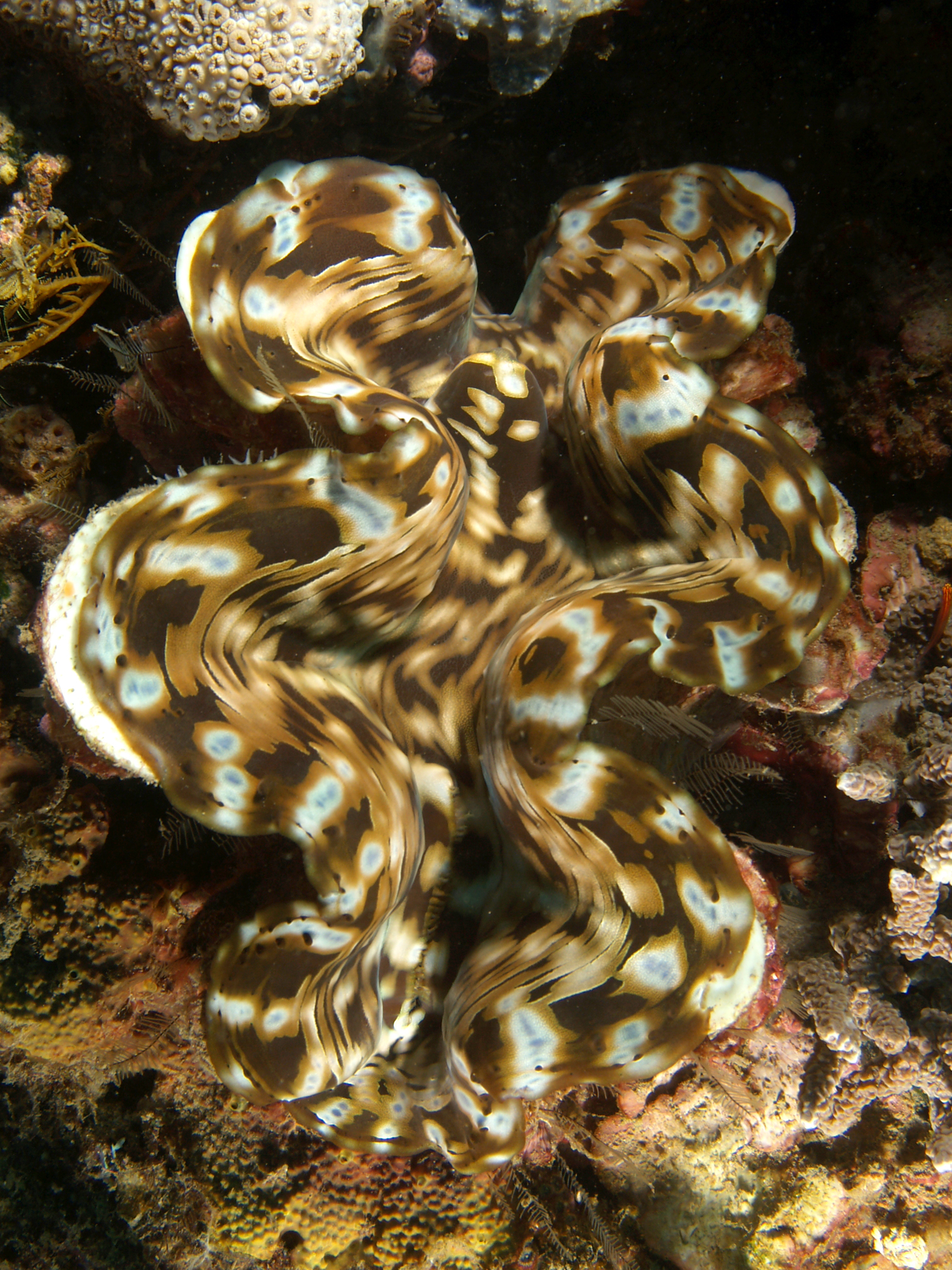
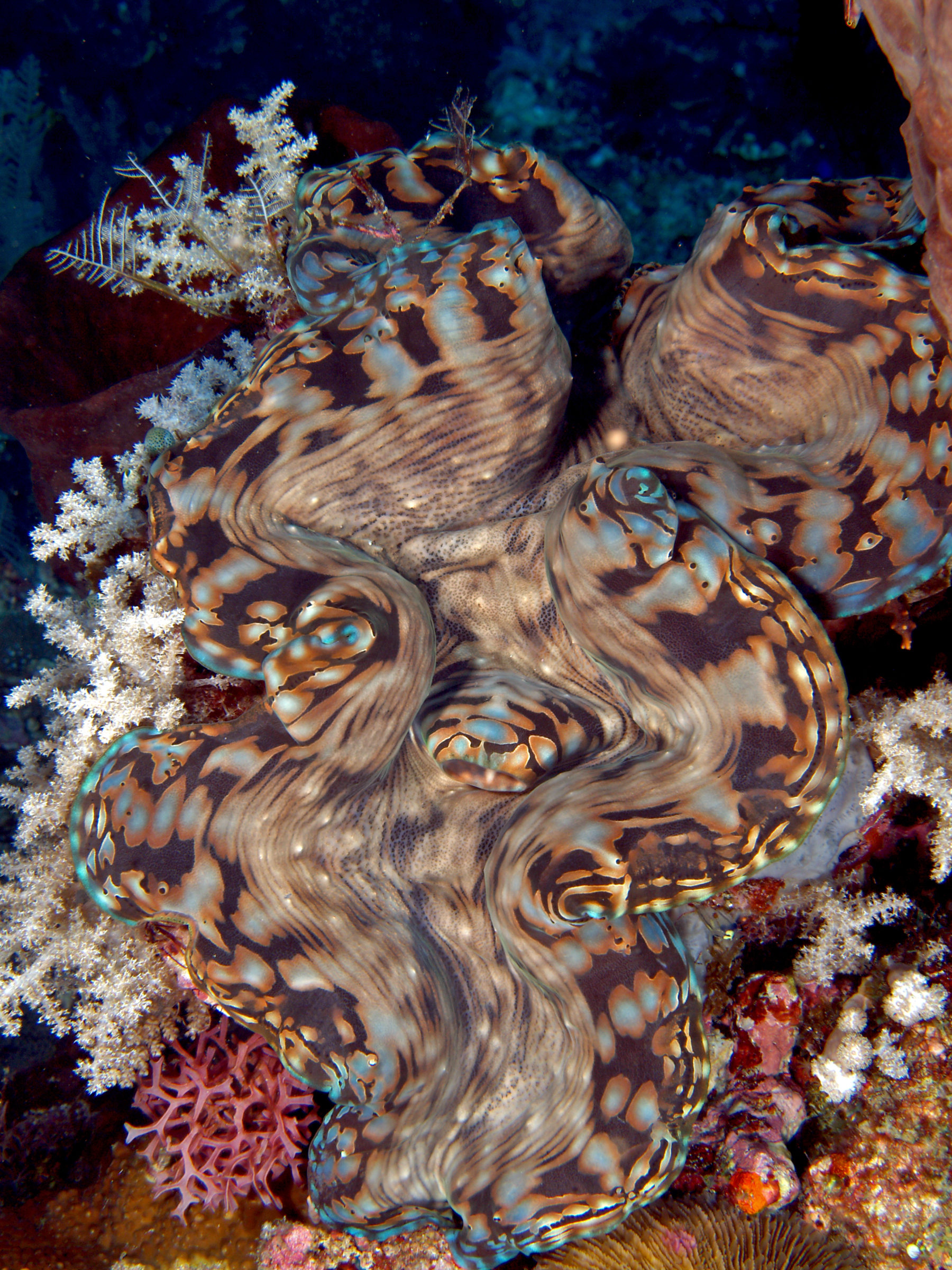
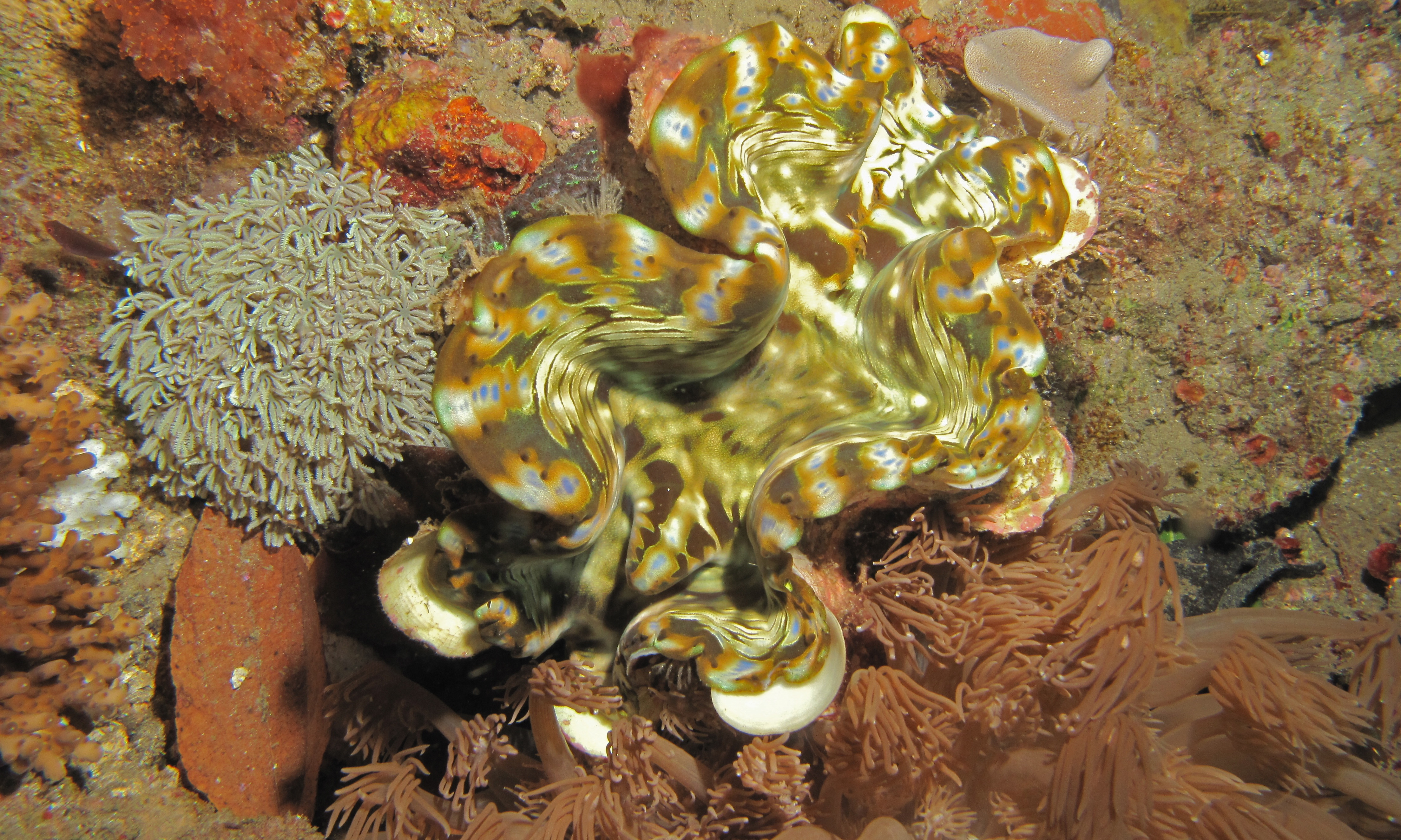
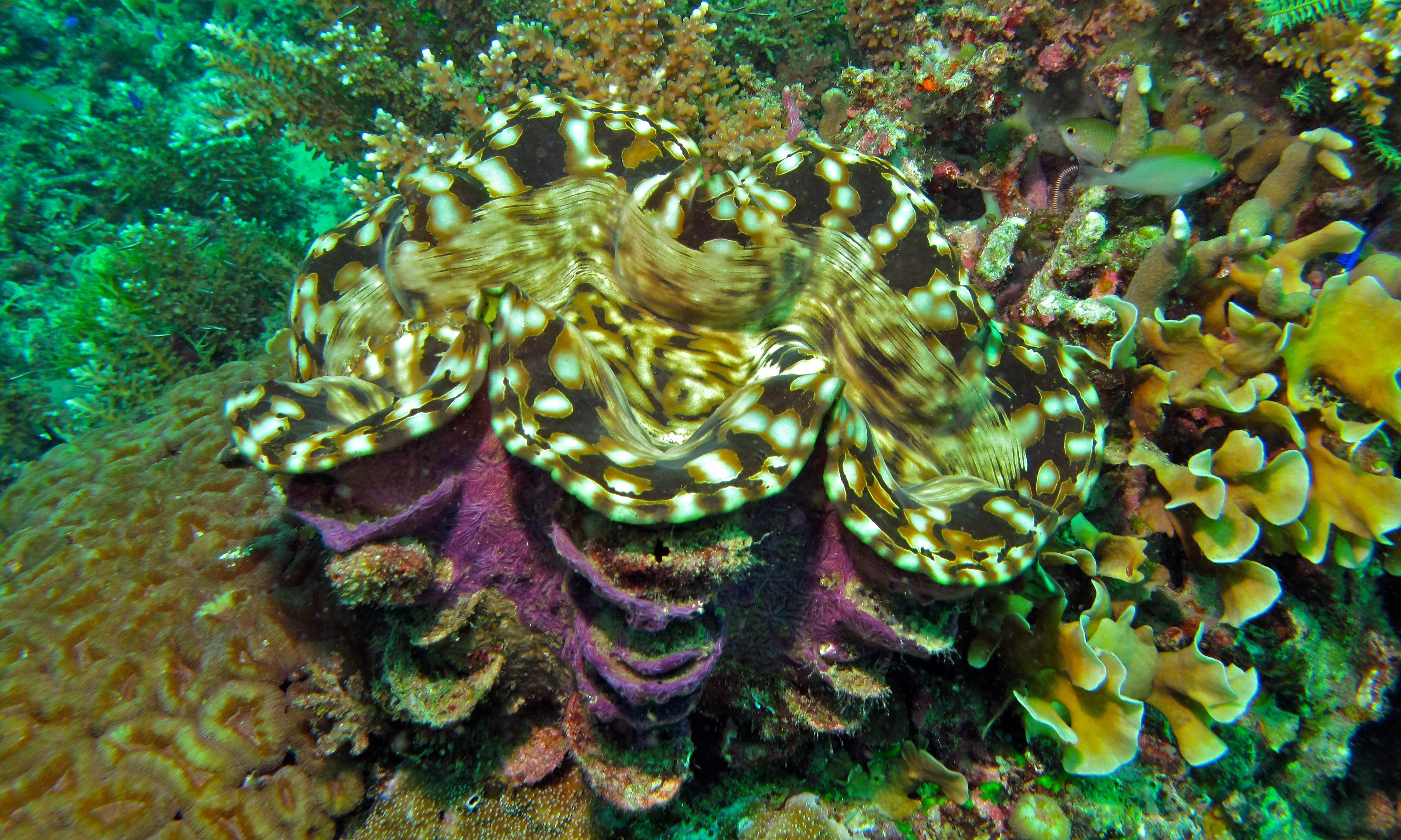

## Habitat et répartition
Cette espèce vit dans le bassin Indo-Pacifique (principalement dans le centre de l'Océan Indien et en Mer Rouge), entre 2 et 20 m de profondeur. C'est un hôte classique des récifs coralliens, mais sa récolte a fait chuter sa population dans de nombreux endroits du monde ; sa croissance extrêmement lente et sa faible fertilité ne l'aident pas à contrer cette tendance.

## Tridacna squamosaet l'Homme

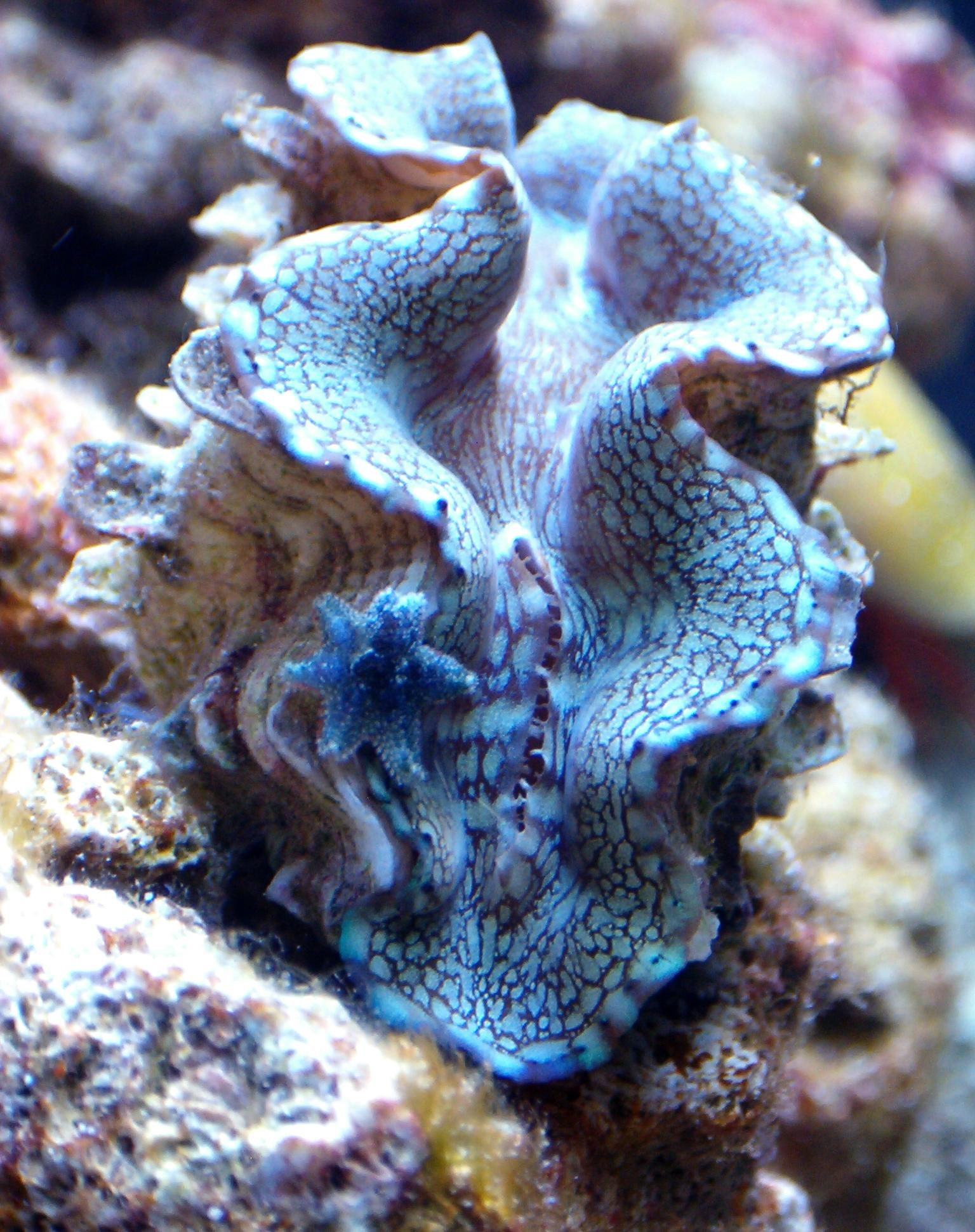
En aquarium.

Comme tous les bénitiers, ce gros bivalve est souvent récolté pour sa chair ou pour vendre son énorme coquille, notamment aux touristes ; sa dynamique de population étant faible, ces pratiques ont fait chuter son effectif dans de nombreux endroits de son aire de répartition, heureusement vaste.
Ce mollusque est apprécié en aquariophilie marine, et est considéré comme un des bénitiers les plus faciles d'entretien.
La coquille de ce mollusque est aussi utilisé par les Phéniciens des VIIe et VIe siècles avant notre ère pour fabriquer des objets d'art. L'un des plus connus se situe au British Museum (numéro d'inventaire 1852,0112.3) : avec une tête humaine gravée sur l'apex et des sphinx ailés et fleurs de lotus incisés, il servait sans doute à contenir du maquillage.